# 小行星16102
小行星16102（16102 Barshannon）是一颗绕太阳运转的小行星，为主小行星带小行星。该小行星于1999年11月4日发现。

## 轨道参数
小行星16102的轨道半长轴为2.4067251 UA，离心率为0.132。